# Menifee (Arkansas)
Menifee – miasto w Stanach Zjednoczonych, w stanie Arkansas, w hrabstwie Conway.